# Aristaeomorpha foliacea
Il gambero rosso (Aristaeomorpha foliacea, (Risso, 1827)) è un crostaceo decapode marino della famiglia Aristeidae.

## Distribuzione e habitat
È una specie tipica dei fondali fangosi, diffusa in tutti gli oceani. È comune nel Mediterraneo, nel nord del Marocco, nel sud-est dell'Africa, nel golfo del Messico, in Australia e Nuova Zelanda. Si trova anche in Giappone e alle Canarie. Vive tra 250 e 1300 m di profondità.

## Descrizione
È un gambero di dimensioni medie, che può misurare fino a 22,5 cm. I maschi sono più piccoli delle femmine e non raggiungono i 20; il loro rostro è più corto. Il rostro, come in tutti i crostacei appartenenti al genere Aristaeomorpha, presenta più di 4 denti nella parte dorsale: negli esemplari femminili il numero è di 5-6.
Il carapace è robusto e munito di spine, di un colore rosso scuro vellutato. Presenta cinque appendici natatorie con l'ultimo segmento addominale che termina con una coda a forma di ventaglio.

## Biologia

### Alimentazione
Ha una dieta composta principalmente da invertebrati marini, in particolare krill.

### Riproduzione
Si riproduce in estate.

## Pesca
Questa specie viene pescata frequentemente nel Mediterraneo, in particolare da pescherecci di Italia ( Mazara del Vallo) e Spagna ma anche in Israele e Algeria; sui mercati ittici si trova sia congelata che fresca. Viene catturato anche in Marocco e Nuova Zelanda.